# Suras de Medina
As suras de Madni (suras de Medina) ou capítulos de Madani são as últimas 28 suras que, de acordo com a tradição islâmica, foram reveladas em Medina após a hégira de Maomé. Em contraste com o islamismo em Meca, onde ele era uma minoria, em Medina a comunidade era maior e mais desenvolvida.
As suras de Medina estão principalmente no início e no meio do Alcorão (apesar da tradição dizer que elas foram os últimos capítulos revelados), e no geral possuem ayats maiores. Por causa das novas circunstâncias da comunidade islâmica em Medina, normalmente as suras falam sobre princípios morais, legislação, guerra (como na sura 2, al-Baqara) e princípios para constituir uma comunidade. As suras também referem-se à comunidade como "Ó, povo!" e por vezes fala diretamente de Maomé como um "agente agindo junto com o divino: 'Deus e seu mensageiro' (Q 33:22)".
A divisão entre suras de Meca e Medina surgiu principalmente a partir de considerações estilísticas e temáticas feitas por Theodor Nöldeke, que criou a ordem cronológica do Alcorão. A classificação das suras é feita a partir de fatores como o tamanho dos ayats e a presença ou ausência de alguns termos-chave, como al-Rahman, o nome de Deus.

## Características
A seguir estão listadas as características estilísticas e temáticas das suras de Medina:
- Menção da Jihad e detalhes de seu funcionamento
- Detalhes da jurisprudência e sistema legal islâmico, além de leis sobre a família, transações monetárias, leis internacionais e atos de adoração
- Menção do Munafiq e como lidar com os hipócritas
- Alguns versos começam com يا أيها للذين آمنوا (ó tu, que crês)
- Versos longos
- Vocabulário mais simples
- Discussão sobre o povo do livro

## Fase de Medina
A fase de Medina durou por cerca de dez anos. Ela começou com a hégira para Medina e terminou com a morte de Maomé. Os temas abordados pelas suras de Meca se mantém, mas agora os muçulmanos se organizaram em comunidade, a Umma.

## Ordem cronológica
Theodor Nöldeke propôs a seguinte ordem cronológica (no que futuramente ficou conhecida como a cronologia de Nöldeke-Schwally), que é constituida de 26 capítulos:
2, 3, 4, 5, 8, 9, 22, 24, 33, 47,
48, 49, 55, 57, 58, 59, 60, 61,
62, 63, 64, 65, 66, 76, 98, 110.